# Bernhard Severin Ingemann

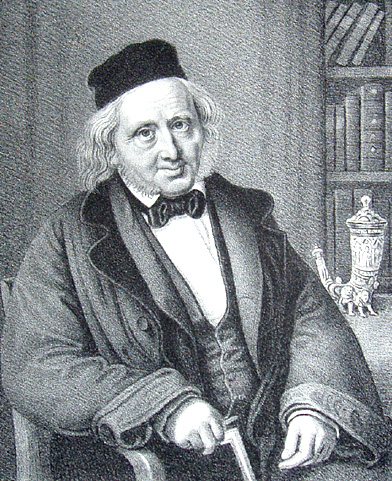
Bernhard Severin Ingemann

Bernhard Severin Ingemann (* 28. Mai 1789 in Thorkildstrup auf der Insel Falster; † 24. Februar 1862 in Sorø) war ein dänischer Schriftsteller. Unter dem Einfluss der deutschen Romantik entstand seine Lyrik. Es folgten historische Romane, die an Walter Scott angelehnt sind. Im Spätwerk Ingemanns überwogen dann tiefreligiöse Gedichte.

## Leben
Ingemann war der Sohn eines Pastors. Er war in Sorø ein Mitschüler von Christian Hviid Bredahl. Nachdem er seine Schulzeit absolviert hatte, studierte er an der Universität Kopenhagen. Als Ingemann sein Studium erfolgreich beendet hatte, wirkte er einige Zeit als Privatdozent. Sein Debüt als Schriftsteller gab er mit Erzählungen, welche von der Literaturkritik wohlwollend aufgenommen wurden. Kontrovers allerdings wurde 1813 seine Novelle Warners poetiske vandringer diskutiert, da man mit dem lyrisch-erotischen Inhalt durchaus nicht einverstanden war.
Als solcher war er in den Jahren 1818/1819 auch in Deutschland und in Italien unterwegs. Das literarische Ergebnis dieser Reise fand sich in seinen Werken Reiselyren(1820) und Julegave (1826) wieder. Neben Novellen und Gedichten fand Ingemann nun mehr und mehr einen Schwerpunkt in dramatischen Werken; z. B. Reinald Underbarnet, Masaniello oder Bianca.

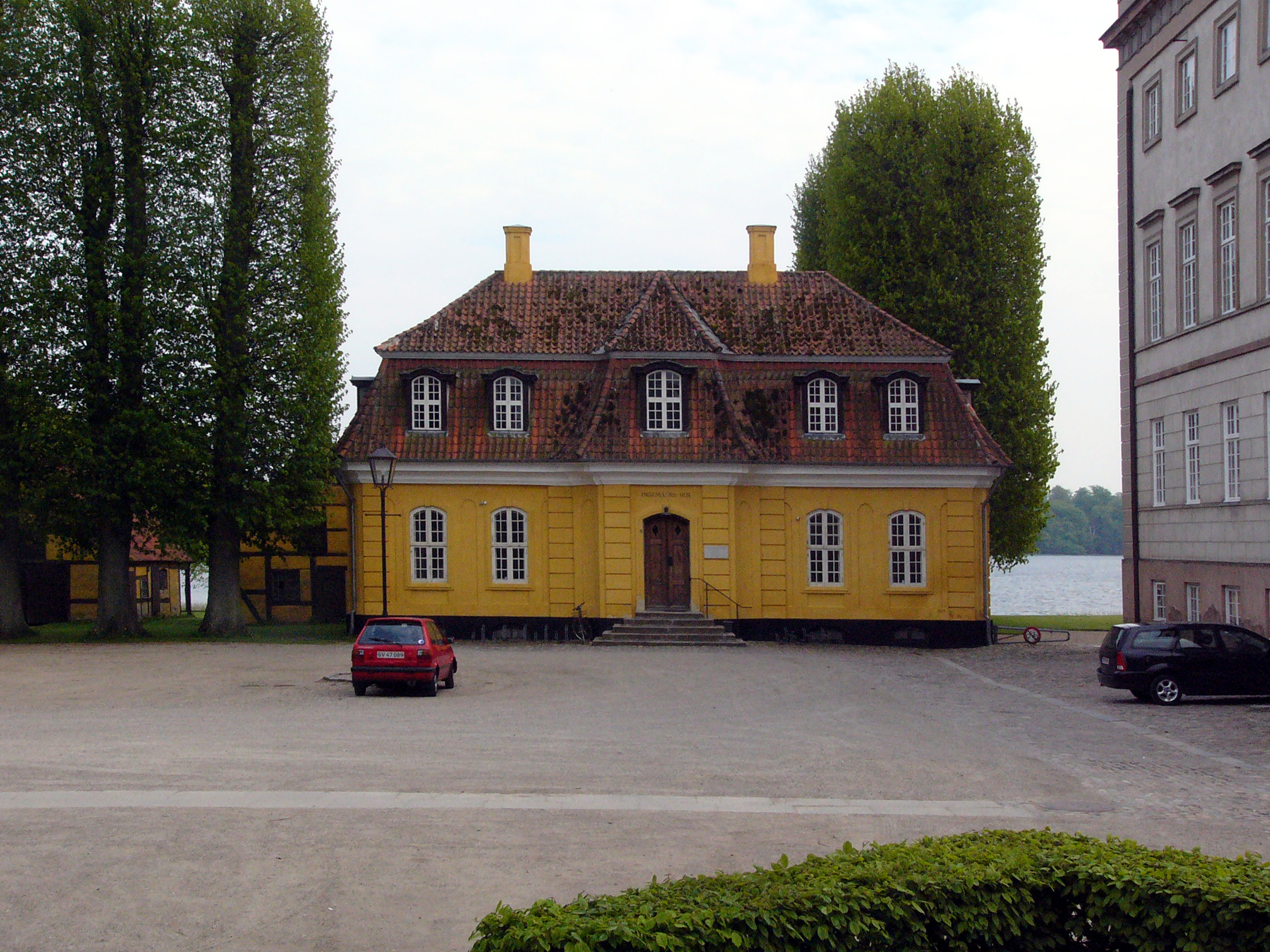
Ingemanns Haus in Sorø

1822 erhielt Ingemann eine Anstellung als Lektor an der Akademie zu Sorø und zwischen 1843 und 1849 leitete er als Direktor diese Akademie. Sozusagen nebenbei verfasste Ingemann mehrere Satiren. Zugleich veröffentlichte er eine Anzahl lyrisch-epischer Dichtungen, wie Helias og Beatrice (1816) und De Unterjordiske (1817).
Mit dem Epos Valdemar den Store og hans Mænd (1824) begann Ingemann eine Reihe von historischen Werken, in denen er – nach eigener Aussage beeinflusst von Sir Walter Scott – die Geschichte seines Landes in vielerlei Facetten zeichnete. Zu nennen wäre hier auch der Zyklus Valdemar Seier (1826), Erik Menveds Barndom (1828), Kong Erik og de Fredløse (1833) und Prinds Otto of Danmark (1835). Genauso bekannt wie seine geschichtlichen Werke wurde Ingemanns Romanzen-Zyklus Holger Danske (1837), der als einer seiner gelungensten Gedichte gilt.
Von seinen Schriften religiösen Inhalts wären Ingemanns Psalmensammlung Høimessepsalmer (1825) und das Werk Tankebreve fra en Afdød (Gedanken in Briefen eines Verstorbenen, 1855) zu erwähnen, in dem er seinen religiösen Standpunkt darlegt.
In seinem Roman zitierte er ein seinerzeit gebräuchliches kritisches Wort gegen die Universität Kiel: „Lüge ist eine Wissenschaft! – sagte der Teufel, er hörte Vorlesungen in Kiel“ (Løgn er en videnskab, sagde fanden, han hørte forelæsninger i Kiel, in: Landsbybørnene, Ausgabe 1895, S. 7).

## Werke (Auswahl)
- Landsbybørnene (1825)
- Kunnuk og Najak (1842)
- Høimessepsalmer (1825)

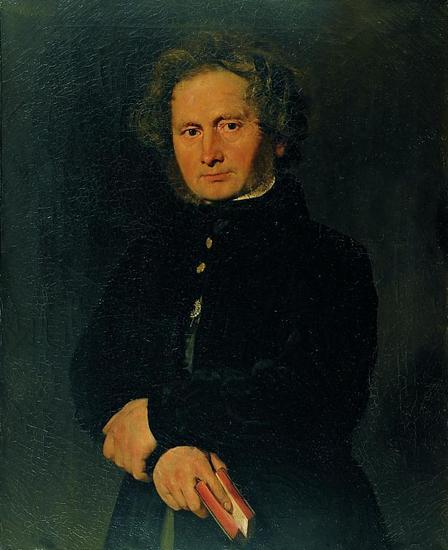
Bildnis B.S. Ingemann von Christian Albrecht Jensen (1844)

- Eventyr og Fortællinger (1876/1882, 8 Bde.)
- Samlede Skrifter erschienen in vier Abteilungen (1.1845 – 41.1865)
  - 1. Dramatische Werke (Kopenh. 1843, 6 Bde.; 2. Aufl. 1853)
  - 2. Historische Dichtungen und Romane (1847–51, 12 Bde.)
  - 3. Märchen und Erzählungen (1847–51, 12 Bde.)
  - 4. Romanzen und Gedichte (1845–64, 9 Bde.)
- Min Levnedsbog. Kopenhagen 1862
- Tilbageblik paa mit Liv og min Forfattervirksomhed. Kopenhagen 1863
- Historiske Romaner. (1.1911 – 4.1912)

## Weihnachtslied „Dejlig er jorden“
Ingemann schrieb in freier Anlehnung an Schönster Herr Jesu den Text zu einem der populärsten dänischen Weihnachtslieder: „Dejlig er jorden! Prægtig er Guds himmel! Skøn er sjælenes pilgrimsgang…“ (Wunderbar ist die Erde! Prächtig ist Gottes Himmel! Schön ist die Pilgerreise der Seelen! Durch die schönen Reiche auf Erden gehen wir zum Paradies mit Gesang! / Zeiten werden kommen, Zeiten sollen hinschwinden, Geschlecht soll dem Gang der Geschlechter folgen: Nie verstummt  der Himmelston im Pilgergesang der frohen Seelen. / Die Engel sangen es zuerst für die Hirten auf dem Feld, schön klang es von Seele zu Seele: Friede auf Erden! Mensch, freue dich: Uns ist ein ewiger Erlöser geboren.) Gedruckt wurde der Liedtext zuerst in der dänischen Kirchenzeitung Dansk Kirketidende 1850 und mit einer Melodie „aus Schlesien“  versehen – derjenigen, die in Deutschland für Schönster Herr Jesu verbreitet ist. Das Lied steht in zahlreichen dänischen Gebrauchsliederbüchern mit unterschiedlichen Angaben (z. B. „deutsche Volksmelodie“). Aber als korrekte Angabe wird akzeptiert „Ingemann, 1850 / Melodie schlesisch, 18. Jahrhundert“.
In einem Roman von Herman Bang spielt das Lied eine Rolle: „Schön ist die Erde, prächtig Gottes Himmel, schön ist der Seelen Pilgergang. / Durch die schönen Reiche auf Erden gehen wir ins Paradies mit Gesang.“  Der Übersetzer W. Boehlich schreibt  dazu im Nachwort: „Man muß auch über die vielen Gedichte hinweglesen. Lyrische Vollendung liegt in Bangs Prosa, nicht in seinen Versen, und selten in den Versen anderer, die er eingestreut hat. Sie sind ein Stilprinzip bei ihm, aber kein glückliches.“ Boehlich verweist [ohne nähere Angaben] auf Verse von Paludan-Müller, Christian Winther und Henrik Hertz, aber nicht darauf, dass „Dejlig er jorden…“ ein beliebtes und hochgeschätztes dänisches Lied von Ingemann ist.